# Eugeniusz Molski

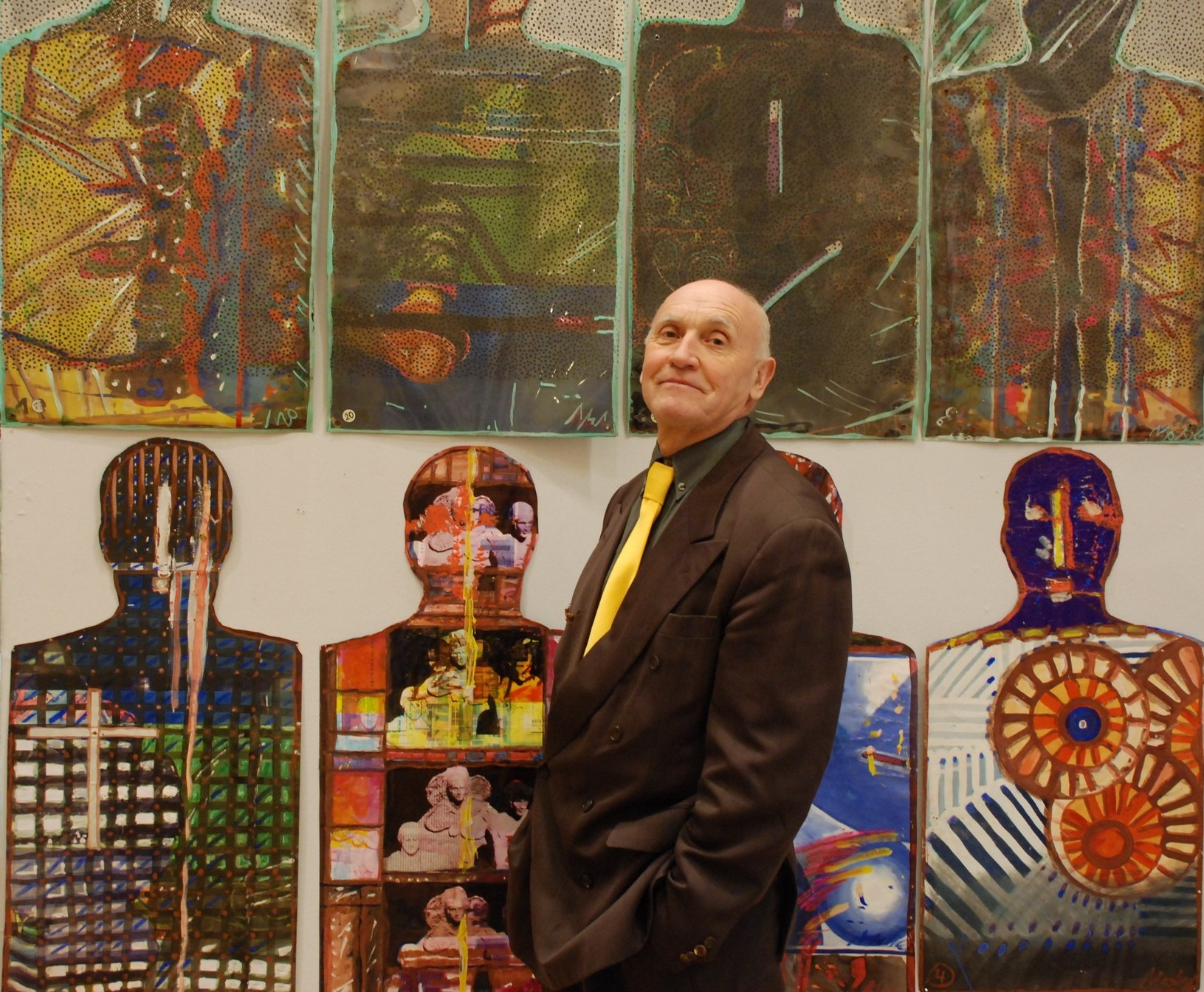
Eugeniusz Molski en 2007

Eugeniusz Molski nació en 1942 en Bagienice (Mazovia) Polonia, ceramista y artista. Concurrió a la Escuela de Artes en Nałęczów y a la Academia de Artes Nacional de Breslavia donde se graduó en 1969. Se especializa en pinturas arquitectónicas y cerámicas. Desde 1969 ha estado empleado en la Escuela de Artes de Nowy Wiśnicz. Realiza trabajos murales y pinturas en lacas como también cerámicas y esculturas.

## Exhibiciones colectivas en el exterior
- Estocolmo /Suecia/, Düsseldorf, Frechen /Alemania/ - 1978
- Núremberg – cerámicas, 1981,83,84
- Bratislava – pinturas 1983
- Kiev – pinturas 1983
- Faenza (Italia) – bienal internacional de cerámica 1984, 87
- Kecskemét (Hungría) – enamel 1985
- Hradec Kralowe – cerámicas 1988
- Frechen – cerámicas 1994-98, 2000-2007
- Erkrath – 1988, 99, 2001 Feria internacional de arte.

## Principales exhibiciones individuales
- Wrocław “Pałacyk” Gallery (dos), Gallery of the “Kalambur” Theatre (dos)
- Tarnów: Regional Museum, DK Azoty, PSP Gallery (three times), BWA Gallery “Sztylet”, KIK Gallery “Pod Aniołem”, WBP, MBP, Tarnów Theatre
- Kraków: “Forum” Gallery, City Cultural Center, PSP Gallery, “Cepelia” Gallery
- Słupsk: BWA Gallery
- Dębica: MOK Gallery
- Mielec: DK Gallery
- Toruń: BWA
- Biała Podlaska: BWA Gallery
- Miechów: BWA Gallery
- Bochnia: Public Library, S. Fischer Museum
- Zakopane; Gorlice: Karwacjanow Manor
- Kuopio (Finland): Public Library; Joensu, Kajani (Finland): Gallery of the Lutheran Diocese “Dialog”
- Budapest: Polish Culture and Information Center
- Prague (Czech Republic)
- Bratislava; Trencin (Slovakia)
- Myślenice: Museum.

## Obras en colecciones de museos
- Toruń: Museo Regional
- Bolesławiec: Museo de la Cerámica
- Tarnów: Museo Regional
- Bochnia: Museo de la ciudad
- Wałbrzych-Książ: Colección de Cerámica
- Kecskemet (Hungría): Museo Cifra Palota

## Premios y distinciones
- 1973 – Toruń, Regional Museum: “Hymn” to Museum collection
- 1977 – Bolesławiec, BOK: premio de la Asociación de Artistas Polacos
- 1978 – Kraków, BWA Gallery, Sculpture of the Year for Southern Poland Award; Tarnów, BWA Gallery, Award of the City Mayor; Regional Museum: sculpture “Fazy” /Phases/ to the collection
- 1980-1981- Debrzno – award of the plein-air hosts “Ceramics for Architecture”, awards of the Gdynia Construction Ceramics Company, among others, first prize in a competition for a ceramic wall; Łódź: PAX Gallery, III prize at the exhibition “Sacrum in Contemporary Art”
- 1984 – Rzeszów, KMPiK, distinction in a competition “Rzeszów Old Town”; Książ, Polish Ceramics Biennial, III prize
- 1987 – Kraków BWA Gallery, award at an exhibition of “Craft ‘87”
- 1988 – Kraków, KDK “Pod Baranami” award at a mask competition
- 1989 – Kraków BWA, Grand Prix in a “Primum non nocere” competition; Katowice, BWA, III prize at an exhibition of industrial forms
- 1998 – Kraków, Archdiocese Museum
- 2001 – Bochnia, Fischer Museum (purchase)
- 2003 – Bochnia, Fischer Museum.